# Пенджаджап

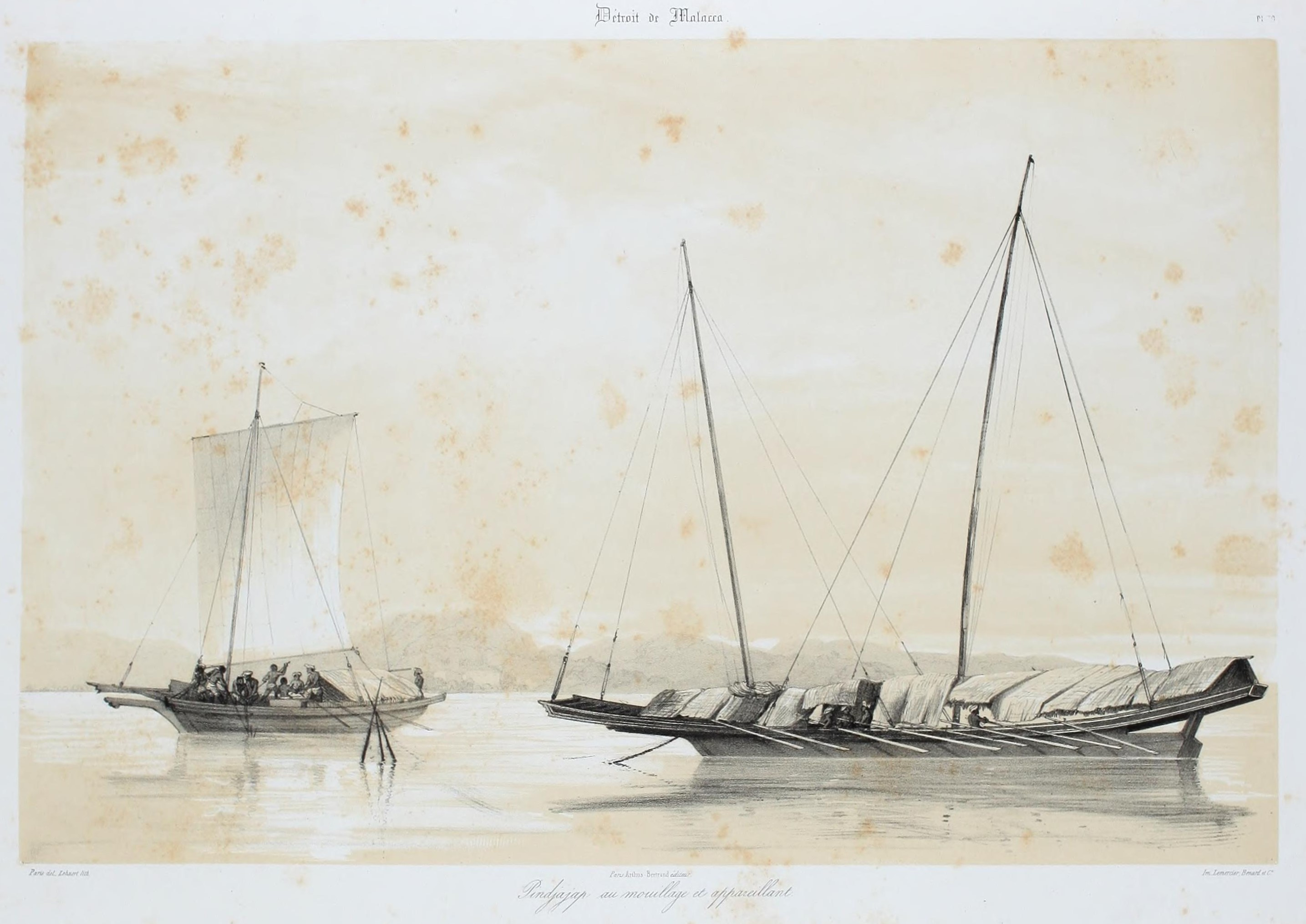
Пенджаджап у Малаккській протоці

Пенджаджап (індонез. penjajap) або панджаява (порт. pangajava) — традиційний вітрильний військовий корабель з аутригерними, який використовувався кількома австронезійськими народностями з острівної Південно-Східної Азії, зокрема в сучасних Індонезії, південних Філіппінах, Малайзії та Брунеї. Судно мало видовжений вузький корпус і відзначалось високою швидкістю.

## Назва та етимологія
Оригінальна назва кораблів у корінних жителів Малукських островів, східного Сабаху, західного Мінданао та архіпелагу Сулу — пангаяв або мангаяв (буквально означає «рейдер»). Це було транскрибовано в європейських джерелах (головним чином голландською та португальською) як pangaio, pangaia, panguaye, pangajao, pangajaua, pangajava, penjajab, penjajap, pindjajap, penjelajah та pangara. Дослідник Британської Ост-Індської компанії Томас Форрест також записав, що ірануни називали їх мангайо. Пізніше ці терміни (зокрема пангайо) також були запозичені та використані Португальською імперією в їхніх колоніях в Африці та Індії узагальнено для будь-яких місцевих дерев'яних вітрильних кораблів, з корпусами, обшитими дошками без використання цвяхів. Пізніше це використання поширилося на інші європейські колоніальні держави, застосовуючись головним чином до кораблів, побудованих арабами з Аравійського півострова або суахілі з східноафриканського узбережжя. Цей термін так само помилково застосовувався до гараів, швидких піратських суден народів бангінгуї та іранун на Філіппінах. Проте гараї були значно ширші й не мали аутригерів.

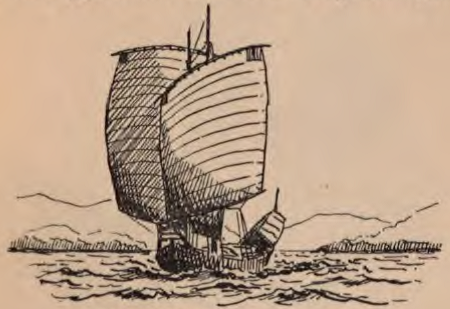
Вигляд пенджаджапа спереду з вітрилами, розкинутими"метеликом" (під час плавання фордевіндом/при попутному вітрі з корми).

В історичних записах пенджаджап також іноді називався prao, prahu, proe, prauw або prow. «Список кораблів і морських транспортних засобів з Ост-Індії», який періодично публікувався колоніальним урядом Голландської Ост-Індії, зареєстрував пангайо як pengajoehan (pengayuhan). Згідно зі списком, його назва походить від kajoeh (kayuh — весло) і pengajoeh (pengayuh — весляр), і вважався різновидом галери.

## Історія
Найдавніша згадка про пенджаджап датується 1509 роком, коли португальський історик Фернан Лопіш де Кастанхеда вказував, що панджаява були суднами з Суматри, довгими та швидкими, які дуже добре рухалися під вітрилом або веслами:Livro III/cap. 51: 129. Португальський дипломат Томе Піріш під час свого візиту до островів Малайського архіпелагу на початку XVI століття описав пенджаджап як торгово-вантажне судно.
У 1775 році британський дослідник Томас Форрест описав великий пенджаджап ірануні у гавані на архипелазі Сулу, що мав лише 1,2 метри завширшки і 1,1 метри у висоту, але при цьому був завдовжки 13 метрів. На ньому було встановлено шість латунних вертлюжних гармат типу лантака і перевозився екіпаж із тридцяти чоловік.
Адмірал Франсуа-Едмон Парі спостерігав за пенджаджапами у Малаккській протоці протягом 1830-х років під час своєї подорожі на борту корабля «Favorite». Розміри описаних ним суден сильно відрізняються, найбільше, мало 17 метрів завдовжки, 3,4 метрів завширшки та 2,1 м у вистоту, тоді як найменше було 11 метрів завдовжки. Вантажний пенджаджап привіз спеції, сушені горіхи ареки та кокосовий мигдаль із Суматри, і, здається, часто відвідує лише південну частину протоки.
Герберт Варінгтон Сміт повідомив про опис пенджаджапа з Малайського півострова наприкінці XIX століття. На човнах використовувалися люгерні вітрила і вони мали невелику рубку або хижку в центрі судна (індонез. kajang) і нависаючу галерею на кормі (індонез. dandan) :573.

## Опис

Пенджаджап пливе біля узбережжя Патані.

Пенджаджапи виготовляли з легкої деревини, вони були дуже довгими та вузькими та мали невелику осадку. Це дозволяло їм плавати над небезпечними рифами, а також підніматись вгору за течією річок. Великі пенджаджапи мали аутригери, якідопомагали їм втримати рівновагу. Пенджаджап мав гостру корму, над якою нависала галерея. В центрі судна розміщувалась хижка з пальмового листя для екіпажу. У XIX столітті судном керували за допомогою кормового стерна західного дизайну, але ранні пенджаджапи могли використовувати подвійні кермові весла. Вони мали 1, 2 або 3 щогли в залежності від розміру, на яких піднімалось прямокутне вітрило, закріплене на рейку (зверху) і гіку (знизу). Для руху також використовують довгі вузькі весла. Назва «Пагар Тенгалонг» відноситься до типу пенджаджапа з прикрашеним декоративним фальшбортом :47-48.
Малі пенджаджапи несли 1–2 вертлюжні гармати (лантаки), які підтримувалися на стовпах на носі, тоді як більші судна мали додаткові гармати, встановлені з боків. Кораблі приводили в рух веслами і, як правило, двома вітрилами танджа (що мали назву сагуран серед піратів моро). Оскільки і ніс і корма пенджаджапа були гострі, на веслах судно могло пливти як вперед, так і назад. Вони мали відносно відкриту палубу, покриту платформою. Ззаду розташована невелика кабіна, яка служила місцем проживання накоди і місцем зберігання зброї.
Подібно до більших і ширших гараїв, вони також служили кораблями-матками для менших бойових човнів какап або салісіпан. Пенджаджап був дуже швидким. Великий пенджаджап міг розвивати швидкість 9 вузлів (17 км/г) під вітрилом і 5 узлів (9,3 км/г) на веслах. У рейдових флотах народності ірануні вони зазвичай випереджали повільніші військові кораблі типу ланонг :86-89.

## Використання

Пенджаджап приплив до Сонгкхли. Можна побачити малайську виступаючу кормову галерею (дандан).

Пенджаджап в основному використовувався як океанське військове та піратське судно. Пенджаджапи народності іранун зазвичай були легше озброєні, порівняно з ланонгами. Зазвичай вони були озброєні лише однією вертлюжною гарматою типу гарматою місцевого виробництва типу лела. У той час як ланонг був спеціально розроблений для нападу на торгові кораблі в морі, пенджаджап більше підходить для нападу на прибережні села та нападу на легкоозброєні або неозброєні торгові судна. Під час таких рейдів пенджаджап зазвичай супроводжувався меншими човнами під назвою какап, які використовувалися як розвідники для пенджаджапів або ланонгів :183–184.
В 1513 році та в 1521 році Паті Унус на чолі флотів з яванських прибережних міст організував дві військові експедиції з метою повернути Малакку на Малайському півострові з-під контролю португальців. В 1513 році він зібрав приблизно 100 кораблів, тоді як в 1521 році його флот вже складав 375 кораблів. Яванські порти виступили проти португальців з ряду причин, головною з яких була протидія португальцям, які намагались встановити власну монополію на торгівлю прянощами. Для нападу на португальців у Малакці Паті Унус двічі збирав великий флот з вантажних пенджаджапів, зібраних з різних портових міст на Яві. Ці пенджаджапи були переобладнані, щоб служити озброєними транспортними засобами для перевезення та висадки військ, оскільки яванські джонги були занадто великими, щоб підійти близько до берега. Португальці відбили обидві атаки, організовані Унусум, під час чого знищили велику кількість пенджаджапів, що брали участь у нападі. Знищення такої кількості кораблів виявилося руйнівним для яванських портів, чия торгова активність згодом відчутно занепала.
Пенджаджап був одним з типів суден, які разом із явнськими джонгами і ланкаранами португалець Томе Піріш побачив після прибуття в Малакку. Однак Піріш вказав, що після того, як човни були зібрані Паті Унусом для нападу на Малакку, торгова діяльність у портах відчутно зменшилась :185, 195.